# Willhof
Willhof ist ein Ortsteil der Gemeinde Altendorf im Oberpfälzer Landkreis Schwandorf und Mitglied der Verwaltungsgemeinschaft Nabburg.

## Geographie
Willhof liegt in der Region Oberpfalz-Mitte südöstlich der Stadt Nabburg im Schwarzachtal an der Staatsstraße 2159 und an der Staatsstraße 2040.

## Geschichte
Willhof wurde 1150 erstmals schriftlich erwähnt. Der Ortsname geht auf einen ersten Siedler namens Willo zurück. Zum Stichtag 23. März 1913 (Osterfest) war Willhof Teil der Pfarrei Altendorf und hatte 24 Häuser und 174 Einwohner.
Am 31. Dezember 1990 hatte Willhof 137 Einwohner und gehörte zur Pfarrei Altendorf.

## Romanische Jakobskirche

### Baugeschichte
Die St.-Jakobs-Kirche in Willhof wurde als Filialkirche von Altendorf im 12. Jahrhundert errichtet.
Sie ist eine romanische Kirche, die ursprünglich aus einem Langhaus mit Satteldach und Dachreiter und einem Chor bestand. Im 16. Jahrhundert war die Kirche baufällig. Ende des 17. Jahrhunderts wurde sie instand gesetzt, der heutige Turm wurde aufgemauert, an der Nordseite des Chores wurde eine Sakristei angefügt, im Langhaus wurden große Fenstern eingefügt und es bekam eine flache Bretterdecke. Bei einer weiteren Instandsetzung 1966/67 wurde die Westempore verändert und die Seitenaltäre und die Kanzel entfernt.
Ein gleiches Schicksal erlitt die Orgel (I/P/6), erbaut vor 1800 von den Amberger Orgelbauern Funtsch oder Wilhelm Hepp. Im Zuge einer Generalsanierung 1994 bis 1996 erhielt die Kirche eine neue Orgel von der Plattlinger Firma Weise (I/P/6).

### Innenausstattung
Auf der Südseite hat die Kirche ein romanisches Portal, das als Eingang dient. An der südlichen Langhauswand befindet sich ein 1966 freigelegtes romanisches Fenster. Im Chor ist das Tonnengewölbe romanisch, die Spitzbogenfenster aber sind gotisch. Der Hochaltar aus dem 17. Jahrhundert enthält ein Bild Jakobus’ des Älteren. Ein erhaltenes Altarblatt der ehemaligen Seitenaltäre aus dem 17. Jahrhundert hängt an der nördlichen Chorbogenwand. Es zeigt den heiligen Antonius von Padua und die ihm erscheinende Muttergottes mit Jesuskind, darunter eine Figur der Maria Immaculata. An der südlichen Chorbogenwand befindet sich ein Gemälde mit der Berufung des heiligen Wendelin und eine Figur des heiligen Sebastians.
Der Maler Gegenmeier aus Steinweg bei Regensburg schuf 1907 den modernen Kreuzweg.

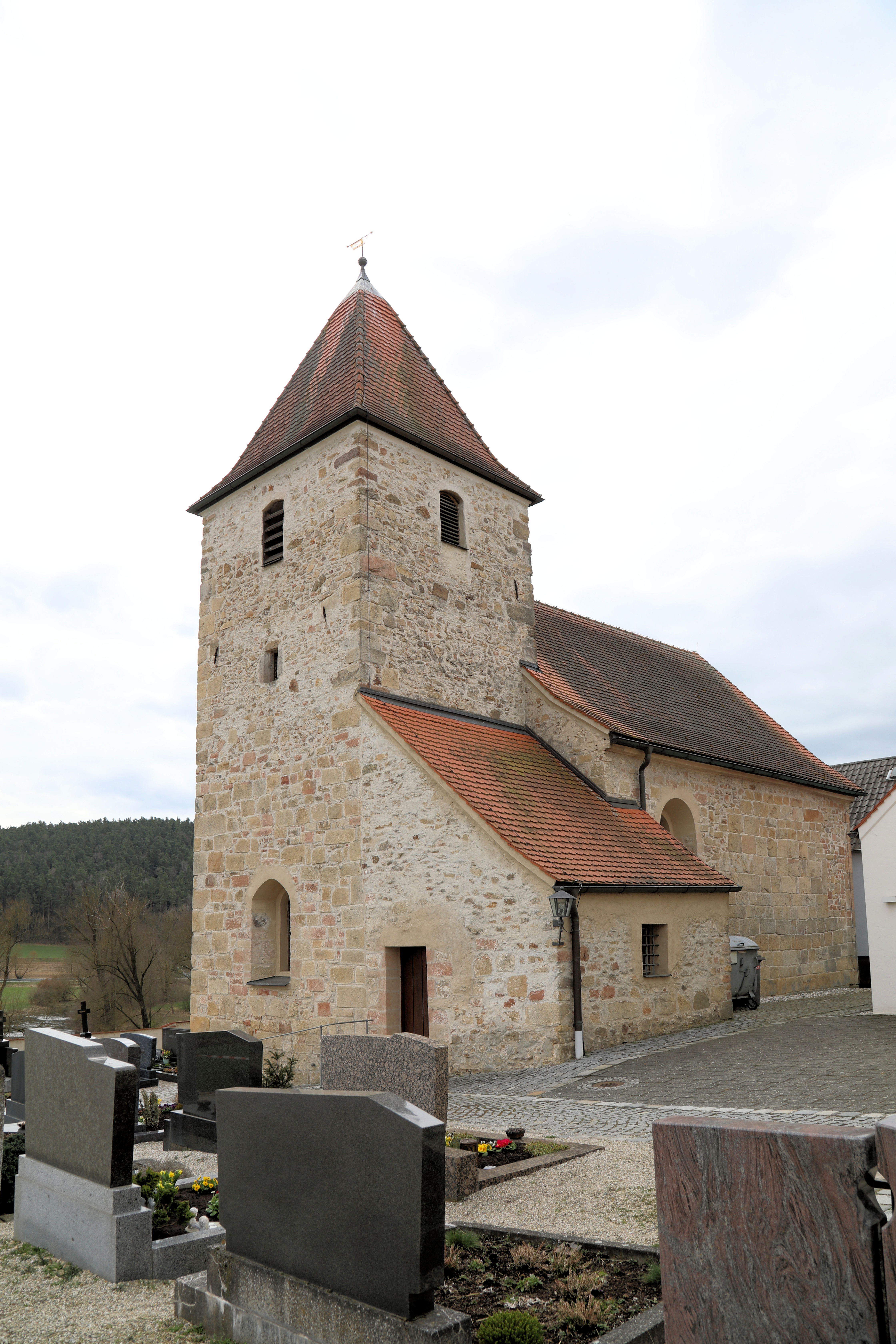
St. Jakob
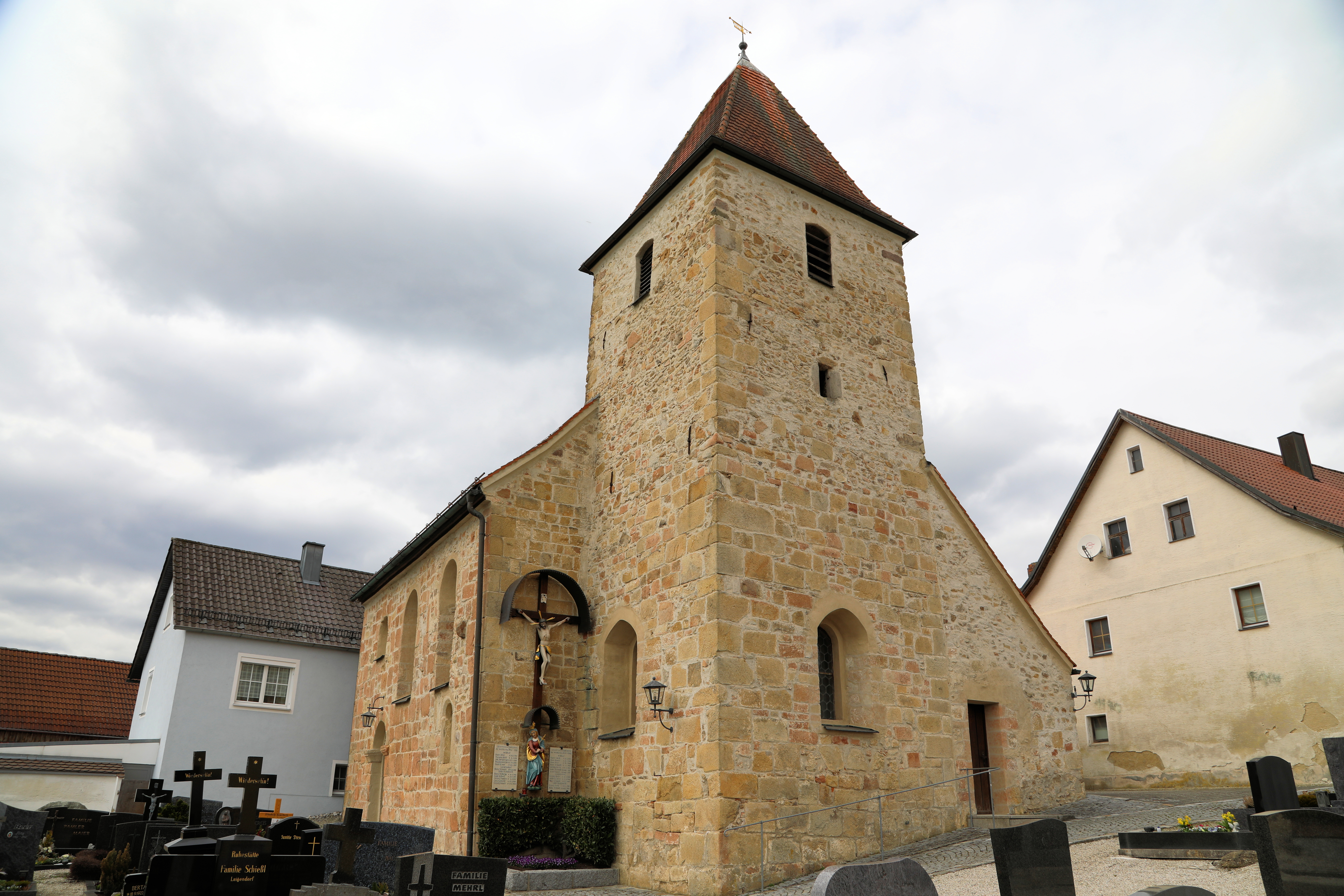
St. Jakob (2023)
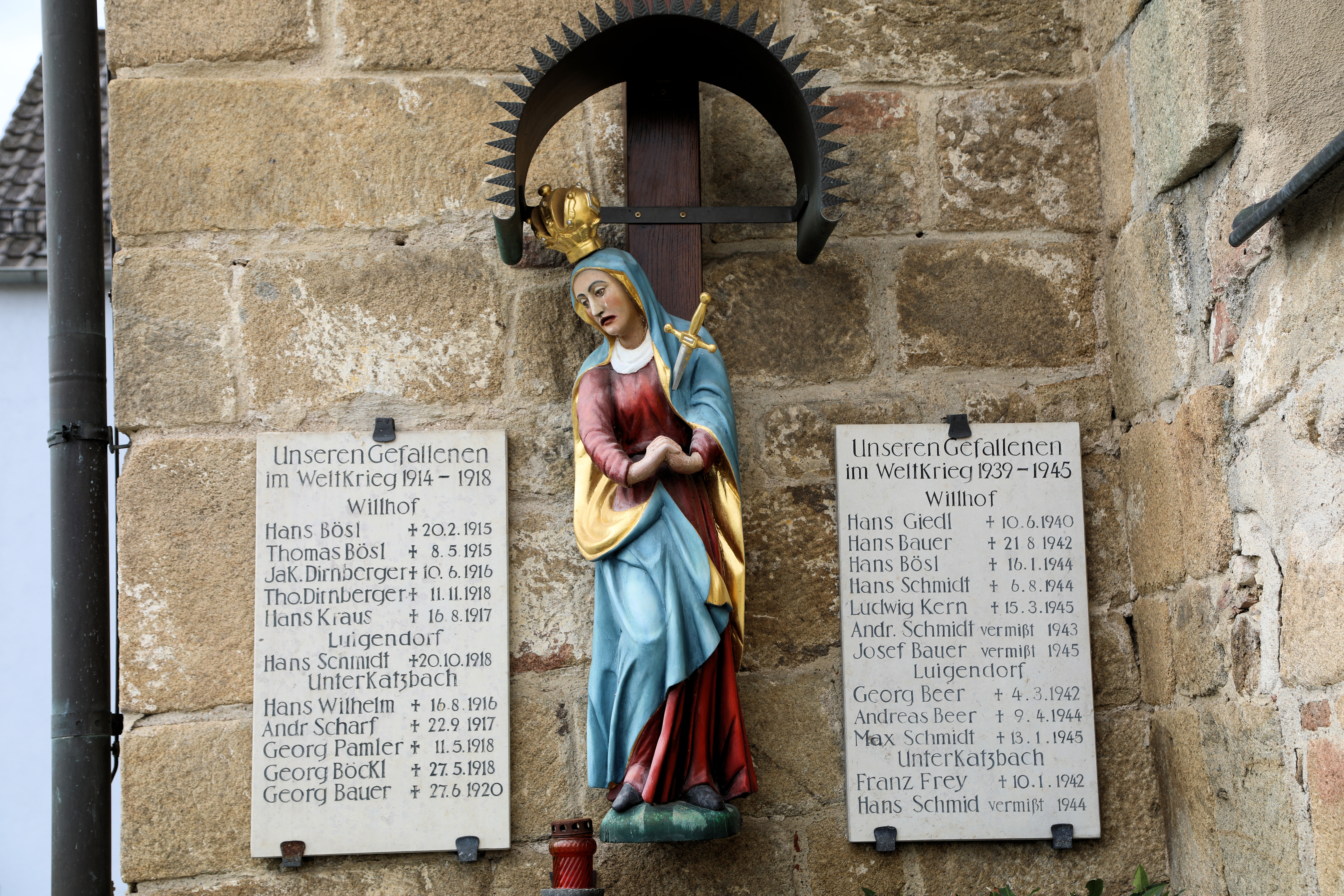
St. Jakob
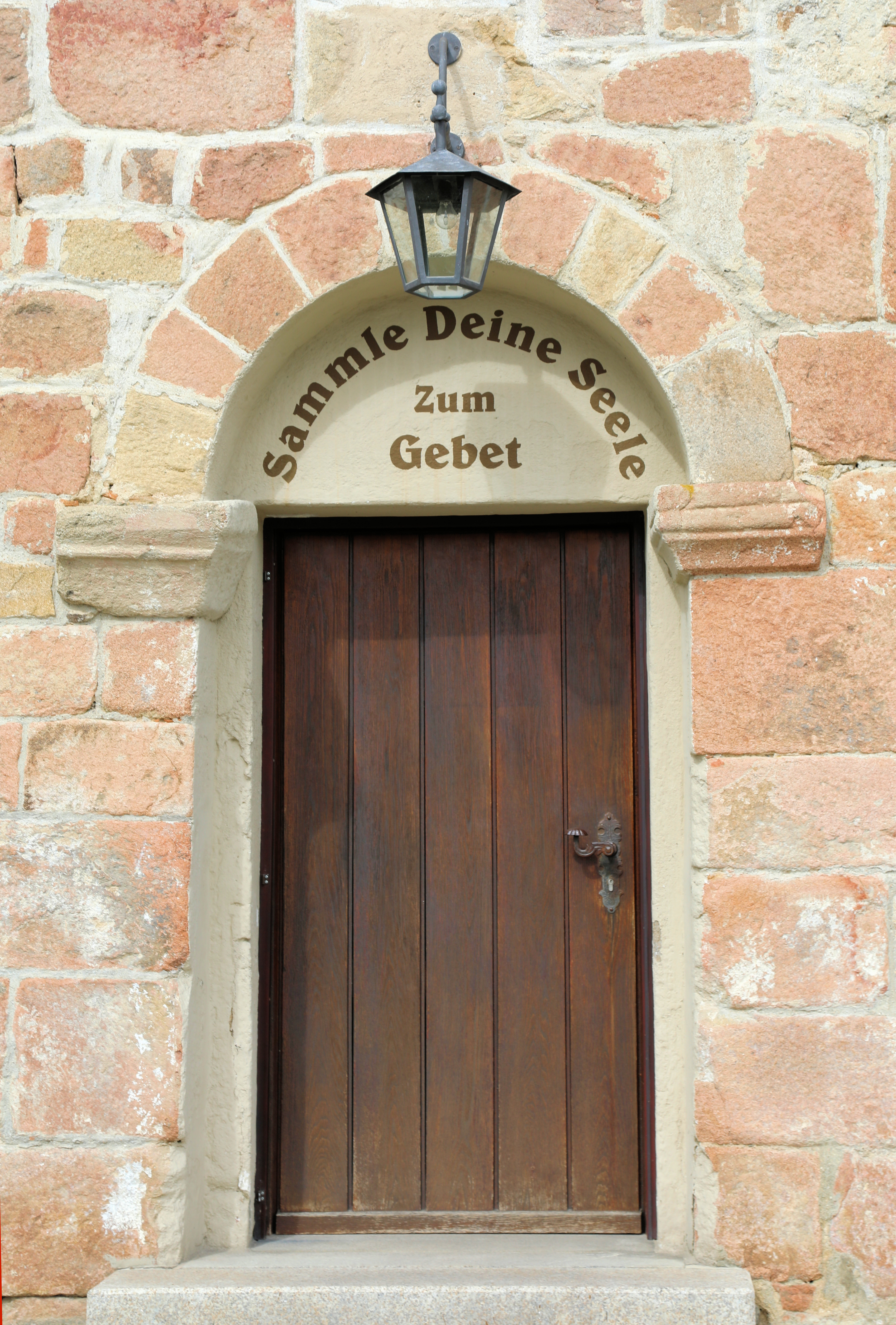
St. Jakob
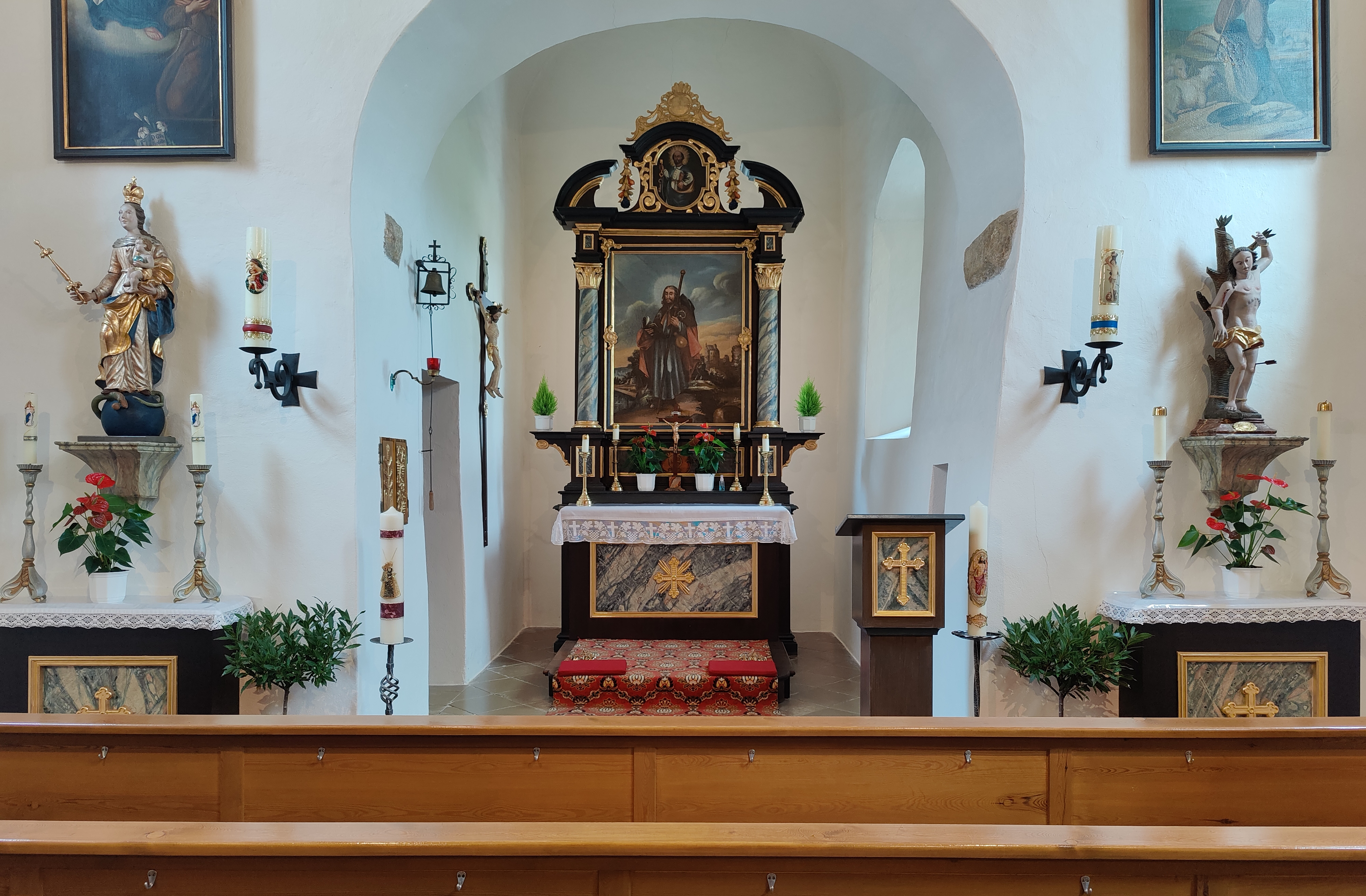
Altar
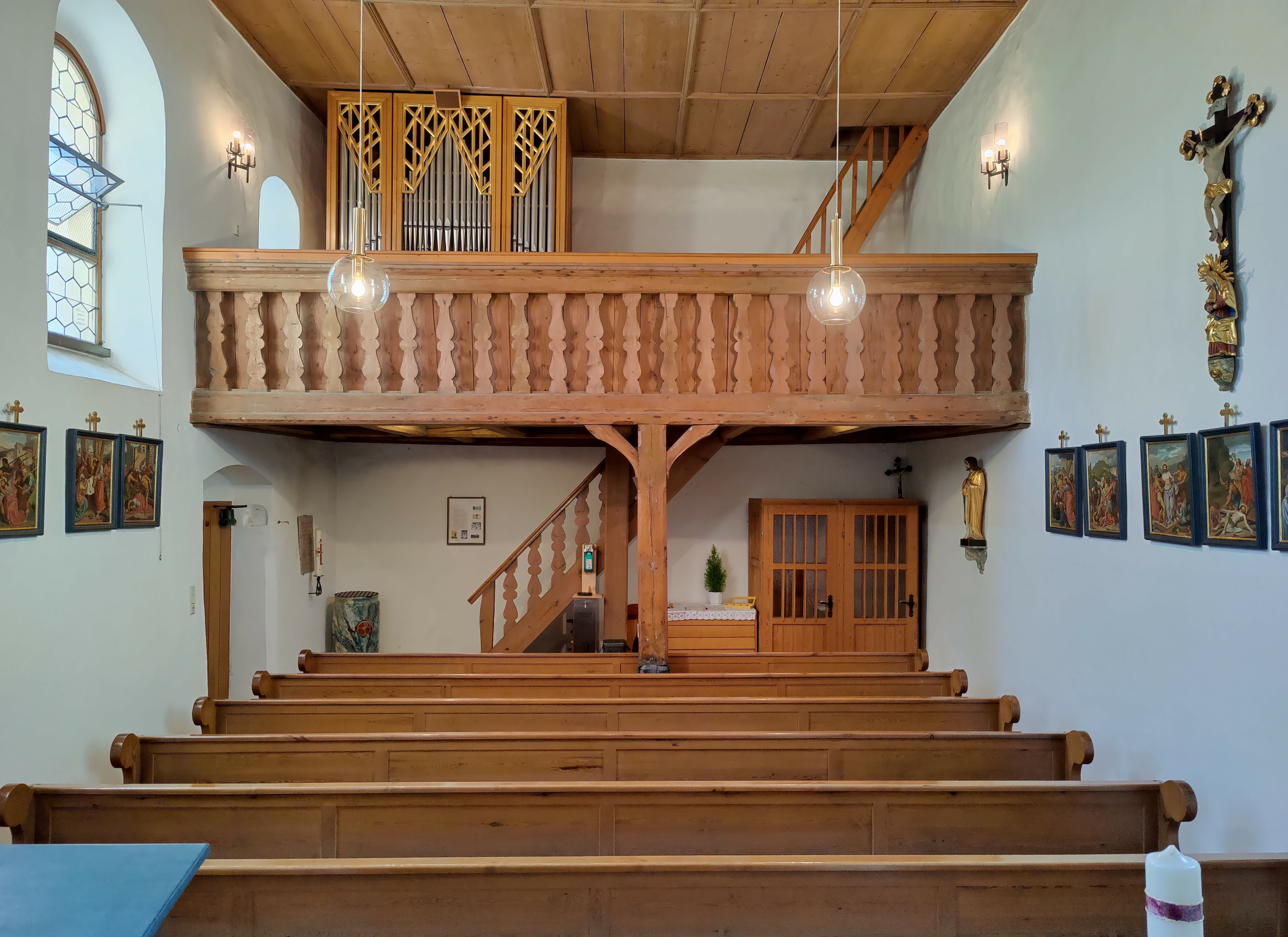
Empore

## Tourismus
Vom in östlicher Richtung 2 km entfernten Schirmdorf kommt der Fränkische Jakobsweg, der mit einer weißen Muschel auf hellblauem Grund markiert ist. Nächste Station am Fränkischen Jakobsweg ist Unterkonhof, 1 km südlich von Willhof.

## Verkehr
Der Haltepunkt Willhof an der ehemaligen Bahnstrecke Nabburg–Schönsee ist stillgelegt.